# Mikuláš Tavelič
Svatý Mikuláš Tavelič, OFM (14. století, Šibenik – 14. listopadu 1391, Jeruzalém) byl chorvatský římskokatolický kněz, františkánský mnich a misionář. Katolická církev jej spolu s jeho třemi společníky uctívá jako svatého mučedníka.

## Život

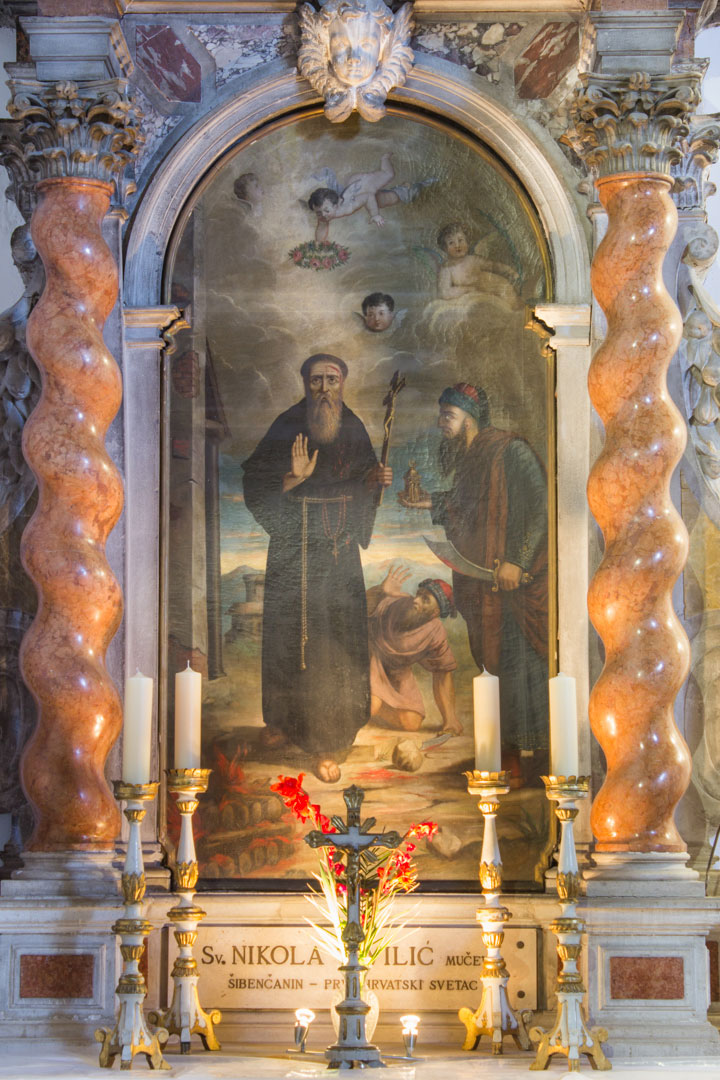
Boční oltář sv. Mikuláše Taveliče v kostele sv. Františka z Assisi v Šibeniku

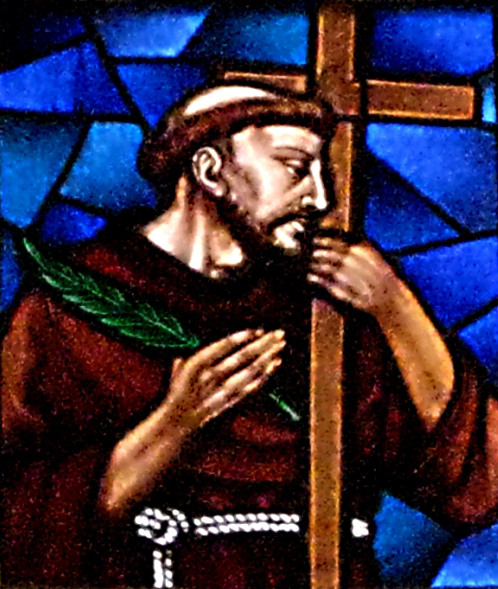
Vitráž Mikuláše Taveliče na kostele Panny Marie Lurdské v Rijece

Narodil se okolo roku 1340 ve městě Šibenik. Roku 1365 se stal mnichem řádu menších bratří, jehož členové se nazývají františkáni.
Spolu s ostatními mnichy odcestoval do Bosny, kde obracel členy bosenské církve s heretickým nicejským vyznáním na katolickou víru.
Roku 1384 odešel na území kustodie Svaté země. Zde žil od té doby v klášteře na hoře Sijón spolu se spolubratry sv. Deodatem Aribertem z Rodez, sv. Petrem z Narbonne a sv. Štěpánem z Cuneo. Naučili se arabsky a sloužili na svatých místech mimo jiné i jako misionáři.
Jednoho dne kázali před shromážděnými muslimy křesťanství, avšak byli zatčeni a uvězněni. O několik dní později byli poté, co odmítli konvertovat k islámu odsouzeni k trestu smrti. Popraveni byli u Jaffské brány dne 14. listopadu 1391.

## Úcta
Ihned po jeho smrti byl v Evropě spolu se svými společníky uznáván jako mučedník. Jeho kult byl rozšířen hlavně v jeho rodném Šibeniku. Papež Lev XIII. jej roku 1889 na žádost šibenického biskupa Antuna Josipa Fosca blahořečil. V průběhu 20. století se jeho kult svatosti rozšířil. Papež sv. Pavel VI. ho v Římě dne 21. června 1970 svatořečil.
Po světě mu je zasvěceno několik kostelů i bočních oltářů. Jeho svátek je slaven 14. listopadu. Bývá zobrazován se šedivým plnovousem a ve františkánském řeholním oděvu. Dalším jeho atributem je kříž, nebo palmová ratolest (symbol mučednictví). Je patronem Chorvatů.